# David Kopp
David Kopp, född 5 januari 1979 i Bonn, är en professionell tysk tävlingscyklist. Han blev professionell 2002 med det tyska stallet Team Telekom men gick över till Team Lamonta inför säsongen 2004. I sitt nya stall vann David Kopp bland annat den andra etappen på Giro del Capo. Han vann också Rund um Düren, Sparkassen Giro och GP Stad Zottegem. Inför säsongen 2005 kontrakterade Team Wiesenhof den tyska cyklisten och samma år vann han Rund um Köln, den första etappen på Giro del Capo och den tredje etappen på Bayern runt. 
Mellan 2006 och 2007 tävlade David Kopp för det tyska UCI ProTour-stallet Gerolsteiner. Under säsongen 2007 vann han den tredje etappen på Polen runt, som tillhör UCI ProTour. Under 2006 hade han vunnit Trofeo Calvia och den sjätte etappen av ProTour-tävlingen Eneco Tour of Benelux.
David Kopp tävlar sedan 2008 för det svenskbelgiska stallet Cycle Collstrop. som är ett UCI Professional Continental stall. Han slutade tvåa i E3 Prijs Vlaanderen bakom norrmannen Kurt-Asle Arvesen under säsongen 2008.
I mars 2009 kom nyheten att David Kopp hade testat positivt för kokain efter ett uppvisningslopp i Belgien i slutet av 2008. Kopp, som avslutade sin karriär efter säsongen 2008, valde att inte få sitt B-prov analyserat, men sa i en intervju att han inte själv hade tagit kokain, men att han hade druckit mycket några kvällar innan tävlingen och att drycken då kan ha blivit spetsad med kokain.

## Meriter
1997
Tyska U19-mästerskapen - landsväg
2001
Rund um den Henninger Turm (U23)
FBD Insurance Rás, etapp 3 och 8
Circuito Montañés, etapp 3
2004
Giro del Capo, etapp 2
Rund um Düren
Sparkassen Giro
Grote Prijs Stad Zottegem
2005
Giro del Capo, etapp 1
Rund um Köln
Bayern runt, etapp 3
2006
Trofeo Calvia
Eneco Tour of Benelux, etapp 6
2007
Polen runt, etapp 3
2008
2:a, E3 Prijs Vlaanderen

## Stall
- 2002-2003 Team Telekom
- 2004 Team Lamonta
- 2005 Team Wiesenhof
- 2006-2007 Gerolsteiner
- 2008 Cycle Collstrop
- 2010 Team Kuota-Indeland
- 2011 Team Eddy-Merckx-Indeland